# Городище (Шепетовский район)
Городи́ще (укр. Городище) — село в Шепетовском районе Хмельницкой области Украины.
Население по переписи 2023 года составляло 1626 человека. Почтовый индекс — 30423. Телефонный код — 3840. Занимает площадь 329 км².
На восточной окраине села расположено городище древнерусского Изяславля, давшее селу его название.

## Местный совет
30423, Хмельницкая обл., Шепетовский р-н, с. Городище, ул. Пяскорского

## Достопримечательности
- Городищенский Свято-Рождества Богородичный монастырь